# 洪炎秋
洪炎秋（1899年—1980年3月14日），原名槱，表字棪楸，后改字炎秋，並以字行於世，筆名芸蘇，台灣作家、教師，許壽裳、魯迅、周作人的學生。

## 生平
- 洪炎秋出身台灣彰化鹿港傳統文人家庭，是洪棄生（1866年11月11日－1929年，光緒十五年中清朝秀才）的兒子。從小在家跟父親學漢文，1911年起上夜校偷學日本語（因為洪棄生拒學日文）。

- 1923年到中國留學，考進北京大學預科乙組（外國語修習英文），與何容等同班，台南人宋斐如（文瑞）與他同期考進北大。

- 1924年加入中國國民黨[2]。

- 1925年升北京大學本科，專業是教育學，輔系（副修20學分）是中國語言文學，選修魯迅、周作人、沈尹默、朱希祖、張鳳舉等先生的課，他在〈自傳〉（收在《洪炎秋自選集》）裡曾將北大中文系同台大中文系做比較，批評朱希祖教的中國文學史不如臺靜農，沈尹默教的《詩經》不如屈萬里，他自己講授的文學概論勝過張鳳舉，就是名滿天下的魯迅兄弟書也教不好（他修了魯迅的中國小說史、周作人的近代散文）。

- 1929年以畢業論文〈日本帝國主義下的臺灣教育〉取得學士學位，並經蔣夢麟推薦在商務印書館出版的《教育雜誌》第23卷第9號發表。

- 1930年通過沈尹默到國立北平大學做行政工作。

- 1937年7月7日蘆溝橋事變后，留在北平，參與保管國立北平大學農學院校產。

- 1946年6月回到台灣，在台灣省立師範學院（后來的國立臺灣師範大學）教書，后調任臺灣省立臺中師範學校（現在的國立臺中教育大學）校長，二二八事變后去職，同時被撤職的還有台灣省立台中圖書館館長莊垂勝等台籍教育行政人員（蘇世昌《追尋與回憶；張我軍及其作品研究》引〈一生吃「國語飯」的學者社長─洪炎秋〉說是許壽裳介紹洪回台教書，二二八事變后洪蒙上「鼓動暴動，陰謀叛國」罪名，許替他辯護才平反）。

- 1948年被臺灣大學莊長恭校長聘為正教授，8月起聘，時任中國文學系主任是臺靜農，教務長兼文學院院長是丁燮林（丁西林）。莊校長8月1日辭校長行政兼職（仍任台大教授）離台，由丁燮林教務長兼文學院院長代理校長，丁代理校長和主任秘書程瀛章8月中旬永遠離開台灣，醫學院院長杜聰明兼教務長兼文學院院長代理校長，台籍杜代理校長請洪教授接主任秘書，他就做了台大第1位台籍主任秘書（時任總務長楊景山教授也是台籍）。

- 1949年起兼任台灣《國語日報》社社長，1972年轉任發行人，1978年回任社長。

- 1969年12月，在台北市選區當選增補立法委員[3]。

- 1980年3月14日，因腦溢血（腦中風）在臺大醫院病逝，享年81歲。

## 著作
- 《英文法比較研究》
- 《日本語法精解》
- 《文學概論》
- 《語文雜談》
- 《教育老兵談教育》
- 《八十自敍》

### 散文和兒童文學創作
他出版了多種散文集，同時也創作繪本等兒童文學創作。
自行編選了《洪炎秋自選集》。極力鼓吹「大學教育應為全民開放」與「用人唯賢」之主張。
- 《丁香花下》奧爾名特原著，洪炎秋改寫,  國語日報社出版。

- 《神密的花園》巴涅特原著，洪炎秋改寫,  國語日報社出版，ISBN 9789577513564。